# Autokar

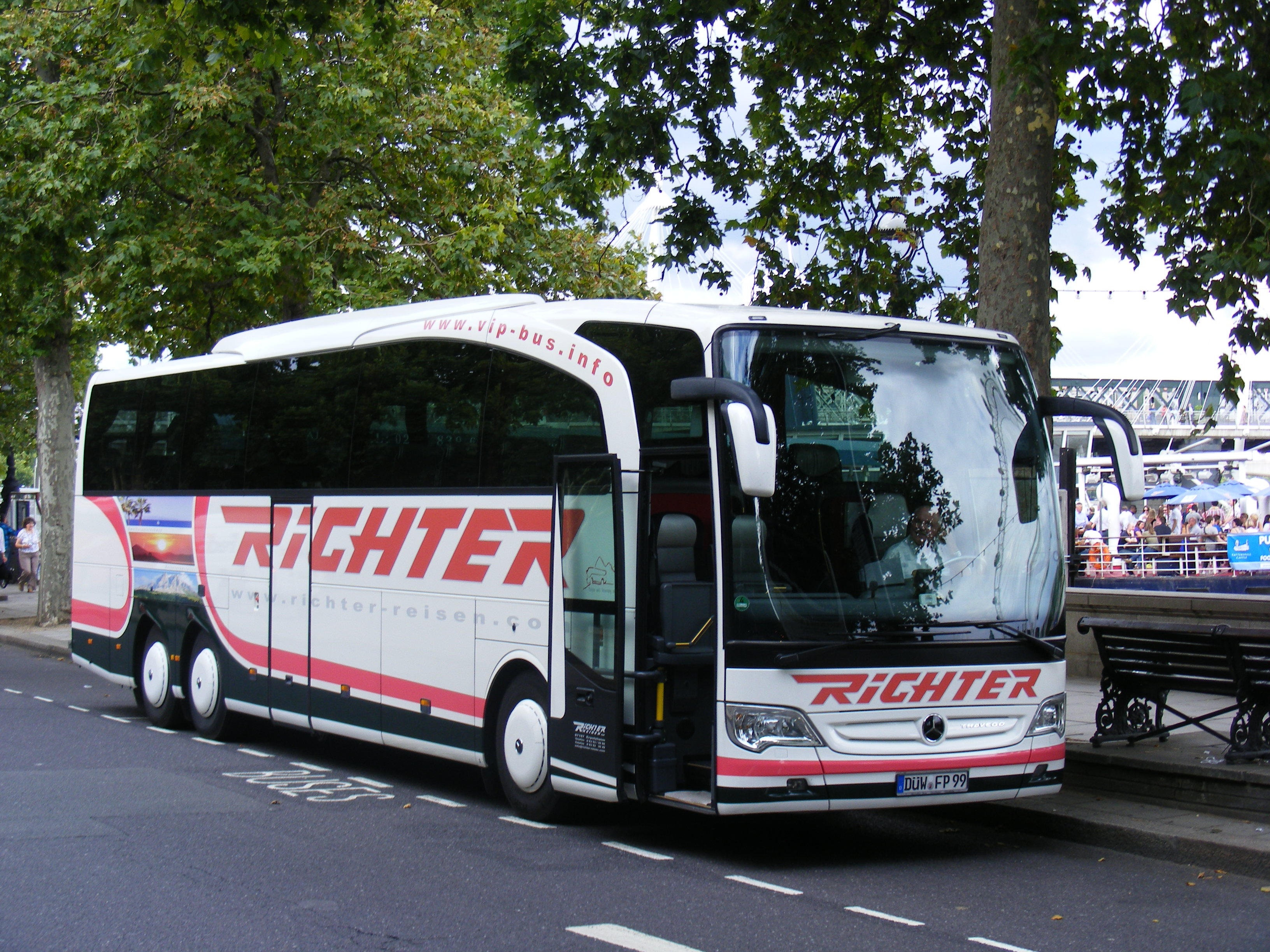
Autokar Mercedes-Benz Travego

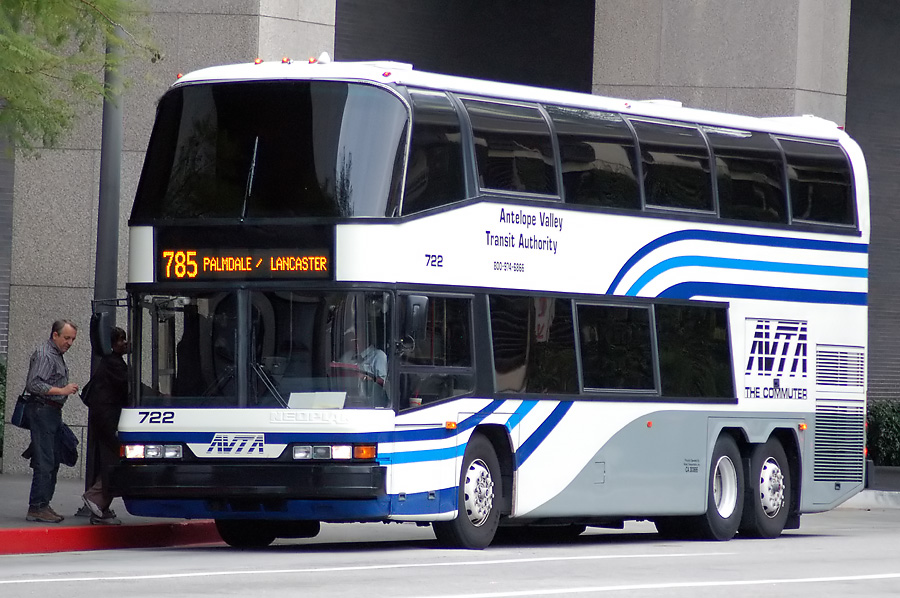
Autokar piętrowy Neoplan Skyliner

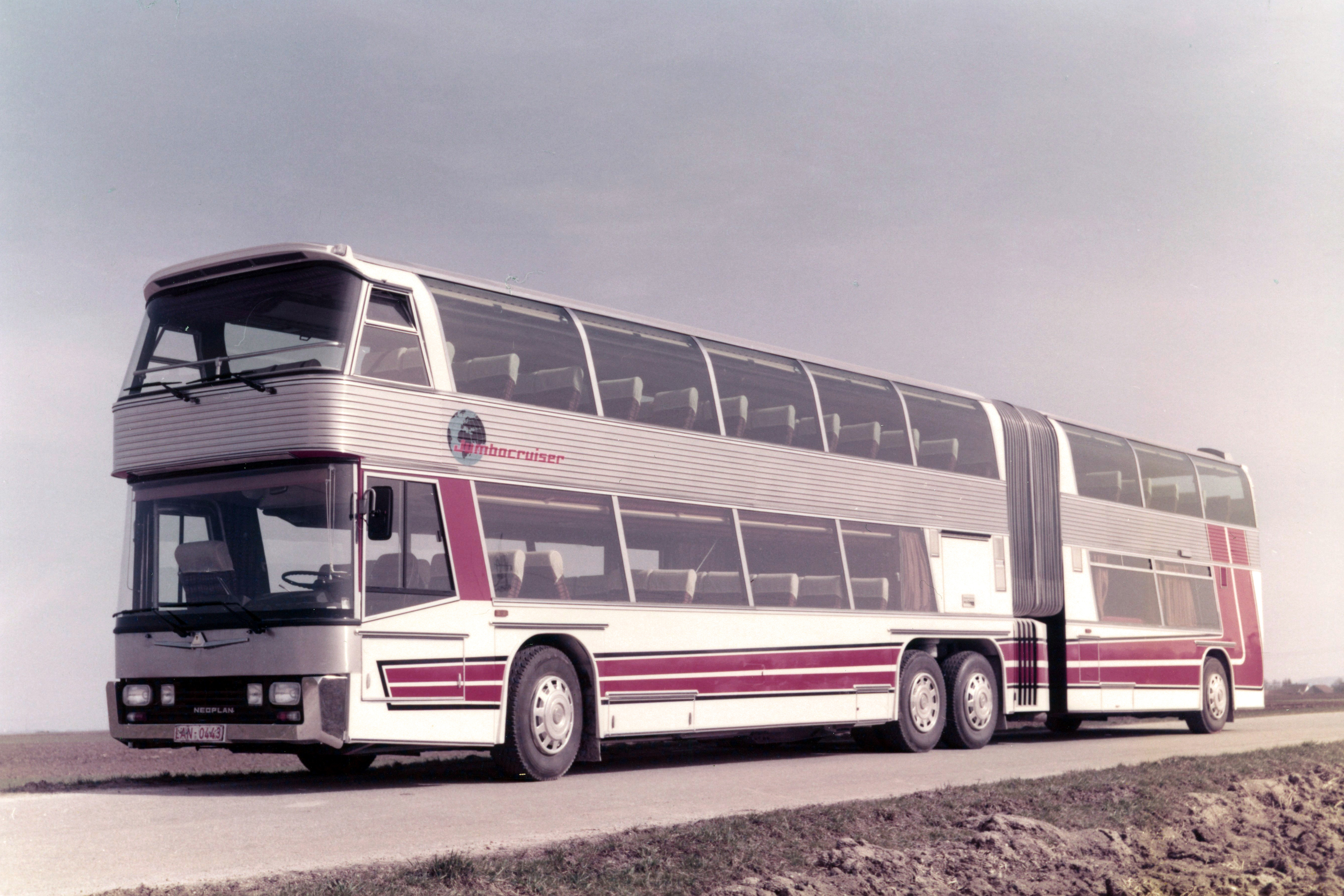
Przegubowy autokar piętrowy Neoplan Jumbocruiser

Autokar (autobus turystyczny, autobus dalekobieżny) – autobus przystosowany do przewozów pasażerskich na duże odległości, na trasach międzymiastowych i międzynarodowych. Według definicji Europejskiej Komisji Gospodarczej, Eurostatu i Międzynarodowego Forum Transportu jest to pasażerski mechaniczny pojazd drogowy przeznaczony do przewozu więcej niż 24 osób (wliczając kierowcę) i posiadający wyłącznie miejsca siedzące.
Autokary mogą być pojazdami piętrowymi, a sporadycznie przegubowymi. Pojazdy tego typu posiadają zwykle 40-50 miejsc siedzących (w przypadku autokarów piętrowych liczba ta może przekraczać 60), przeważnie ułożonych rzędami i zwróconych w kierunku jazdy. Autokary mogą być także wyposażone w miejsca leżące.
Pojazdy te posiadają zazwyczaj wydzieloną przestrzeń bagażową, znajdującą się, w przypadku autokarów jednopoziomowych, pod pokładem pasażerskim. Autokary wyposażone są najczęściej w szereg udogodnień, mających zwiększyć komfort podróżujących, jak np. klimatyzację, półki na bagaż podręczny, toaletę, minibarek, telewizję pokładową, indywidualne oświetlenie czy podnóżki.
Do głównych producentów autobusów turystycznych należą m.in. Mercedes-Benz, Neoplan, Setra, Van Hool i MAN